# أكيتو تاكاغي
اكيتو تاكاغي (باليابانية: 髙木 彰人)، من مواليد 4 أغسطس 1997م، وهو لاعب كرة قدم ياباني محترف، يلعب مع نادي غامبا أوساكا منذ عام 2010م، شارك مع زملائه في التشكيلة الثابتة لبطولة كأس العالم تحت 20 سنة، والتي أستضافته كوريا الجنوبية سنة 2017م.